# 滑稽臉的幽默相
《滑稽臉的幽默相》（英語：Humorous Phases of Funny Faces）是1906年由詹姆斯·斯图尔特·布莱克顿執導的一部無聲動畫短片，通常被電影歷史學家視為第一部以標準膠卷錄製的動畫電影。

## 內容
在動畫中，動畫以手繪形式出現在黑板上，包括一個玩帽子的小丑和一隻跳過鐵環的狗。不過，開場部分也出現動畫師的手，並在黑板上畫出了於動畫中登場的人物，當動畫師離開後，定格動畫技術運用在展示看似正在完成的圖畫，並在沒有動畫師的情況下進行行動。

## 技術

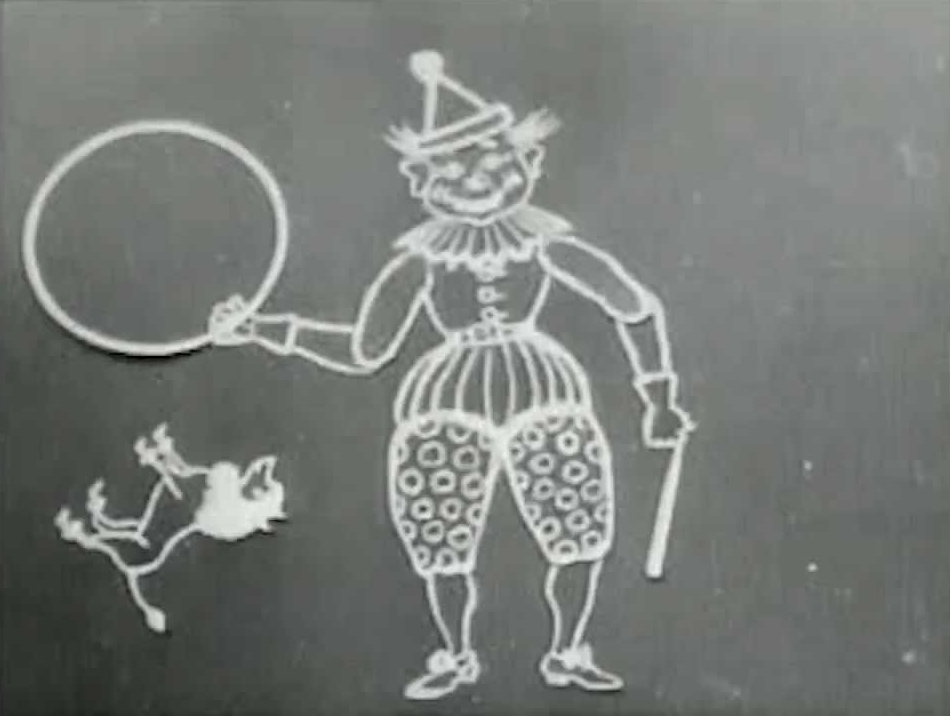
動畫中的單幀，展示了剪切動畫技術的使用

《滑稽臉的幽默相》使用了定格動畫和剪切動畫製作，就像埃德温·S·波特在1905年製作《整個該死的家庭和該死的狗》（英語：The Whole Dam Family and the Dam Dog）中移動片中字母的形式一樣。然而，電影中有一個非常短的橋段通過逐幀改變繪畫本身，使畫面看起來在移動。
動畫以每秒20幀的速度移動。

## 另見
- 幻想曲_(1908年電影)
- 迷人的圖畫（英语：The_Enchanted_Drawing）
- 動畫史

## 外部連結
- 互联网电影数据库（IMDb）上《滑稽臉的幽默相》的资料（英文）
- 收藏的影片《滑稽臉的幽默相》[更多内容]
- 大卡通資料庫上《滑稽臉的幽默相》的資料（英文）

- Humorous Phases of Funny Faces （页面存档备份，存于） at the Library of Congress
- YouTube上的Humorous Phases of Funny Faces